# 蒂芙尼公司

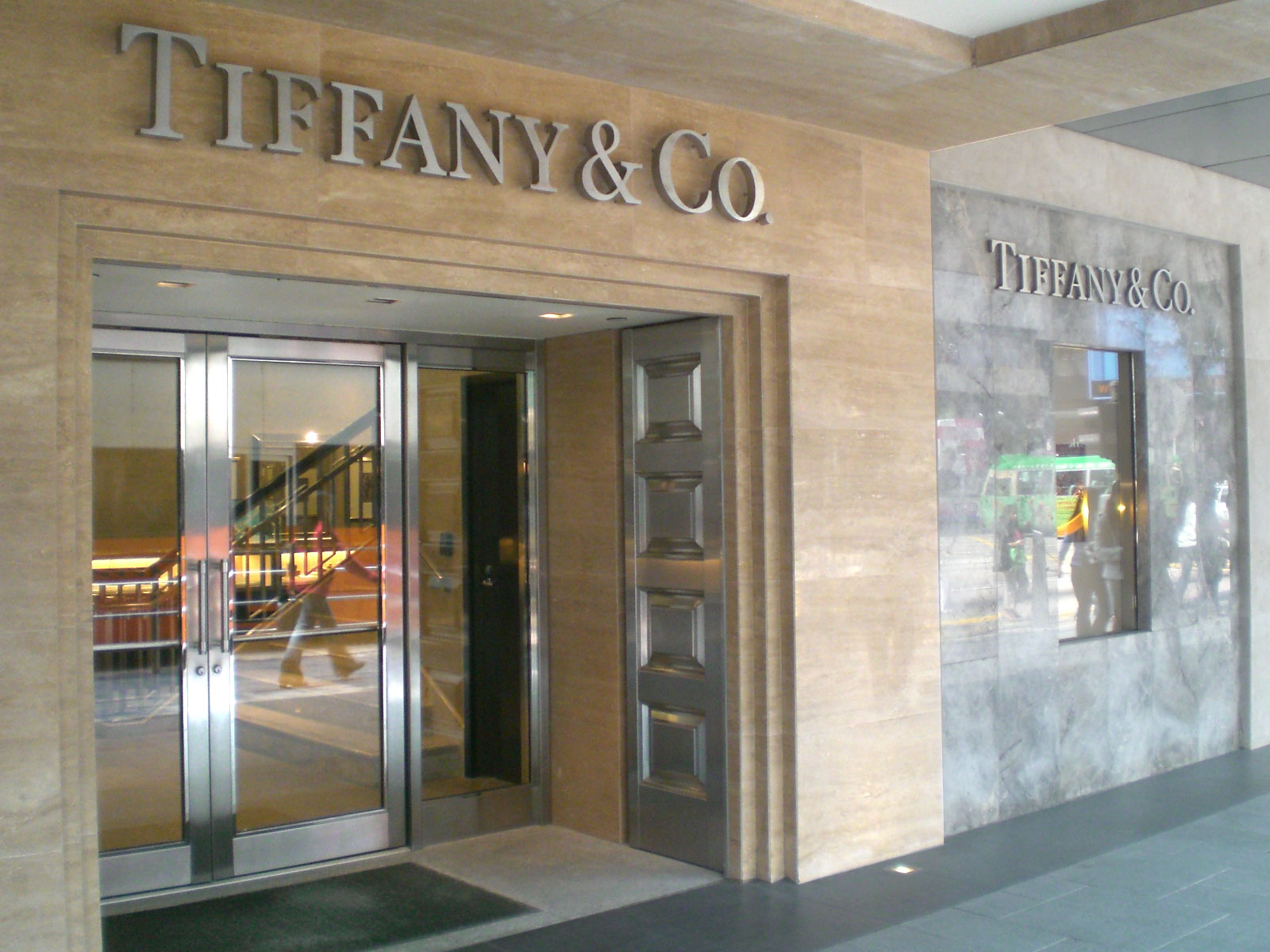
香港中環Landmark專門店

蒂芙尼公司（英語：Tiffany & Co.）是美國一間鐘錶和珠寶和銀飾公司。1837年，蒂芙尼公司由查理斯·路易斯·蒂芙尼和約翰·B·楊在紐約市成立，開始時名稱為蒂芙尼和楊（Tiffany & Young），商店設在下曼哈頓區，是一間專門銷售時尚商品的精品店。當時公司由蒂芙尼、楊和艾利斯三人打理。
1853年，查爾斯·蒂芙尼掌握了公司的控制權，將公司名稱簡化為蒂芙尼公司（Tiffany & Co），公司也從此確立了以珠寶業為經營重點。蒂芙尼逐漸在全球各大城市建立分店。蒂芙尼制訂了一套自己的寶石、鉑金標準，並被美國政府採納為官方標準。時至今日，蒂芙尼已成為全球知名的精品公司之一。
蒂芙尼藍（Tiffany Blue）是蒂芙尼的標誌色，在公司成立不久，蒂芙尼就采用了這種獨特的顏色作為他們品質和工藝的標誌。其蒂芙尼藍色禮盒（Tiffany Blue Box）更成為美國洗練時尚獨特風格的標誌。
2019年11月26日，LVMH斥資162億美元收購蒂芙尼公司。2020年9月9日，LVMH宣佈停止收購蒂芙尼，但在2021年1月又正式收購了蒂芙尼。

## 外部連結
- 官方网站
- Tiffany & Co.的Facebook專頁
- Tiffany & Co.的Instagram帳戶
- Tiffany & Co.的X（前Twitter）
- YouTube上的Tiffany & Co.頻道
- Tiffany & Co.基金會 （页面存档备份，存于）
- Tiffany & Co_ on Pinterest （页面存档备份，存于）
- From Out of the Blue by Tiffany & Co__com- （页面存档备份，存于）